# Вілла Фіцджеральд
Вілла Фіцджеральд (англ. Willa Fitzgerald; нар. 17 січня 1991, Нашвілл, Теннессі) — американська акторка, найбільш відома головною роллю Емми Дюваль у серіалі Крик (2015-2016, MTV).

## Біографія
Вілла - єдина дитина батьків-музикантів, які два десятиліття до її народження грали разом у гурті.
Вивчала психологію протягом трьох років, після чого здобула ступінь бакалавра театральних наук в Єльському університеті.
З 2013 до 2014 року знімалася в телесеріалі Amazon «Альфа-дім». 
У 2014 році знялася в серіалі USA Network «Дорогий доктор» у ролі Емми Міллер. 
З 2014 до 2015 року виконувала епізодичні ролі в серіалах «Блакитна кров», «Послідовники» та «Готем».
У серпні 2014 року була включена до основного акторського складу телесеріалу «Крик» виробництва MTV.
Крім зйомок на телебаченні Фіцджеральд також виконувала ролі в театрі, включаючи ролі у спектаклях Couple in the Kitchen, The Private Sector, Cow Play та The Cat and the Canary.
У серпні 2016 року увійшла до акторського складу фільму «Неприємність», який вийшов у жовтні 2017 року під назвою «Я заберу твої гроші».
У липні 2017 року Фіцджеральд була затверджена на роль Мег у міні-серіалі BBC «Маленькі жінки», заснованому на однойменному романі Луїзи Мей Олкотт. Його прем'єра відбулася 26 грудня 2017.
У 2018 році знялася у двох фінальних епізодах телесеріалу «Картковий будинок» від Netflix, зігравши молоду Клер Андервуд.
У липні 2018 року Вілла була затверджена на одну з провідних ролей у телесеріалі USA Network «Як ти смієш». 30 квітня 2020 року серіал було скасовано після одного сезону.
У березні 2021 року Фіцджеральд була затверджена на роль офіцера Роско Конклін в першому сезоні телесеріалу Amazon Prime Video «Річер».
У січні 2022 року приєдналася до акторського складу міні-серіалу Майка Фленаґана «Падіння дому Ашерів».

## Фільмографія
| Рік       |    | Українська назва                    | Оригінальна назва                 | Роль                         |
| --------- | -- | ----------------------------------- | --------------------------------- | ---------------------------- |
| 2025      | ф  | Дім динаміту                        | A House of Dynamite               |                              |
| 2025      | ф  | Шкодую за тобою                     | Regretting You                    | Дженні                       |
| 2023      | ф  | Переслідувач                        | Strange Darling                   | Леді                         |
| 2023      | с  | Падіння дому Ашерів                 | Reacher                           | Меделін Ашер (головна роль)  |
| 2022      | ф  | Омий мене у річці                   | Wash Me in the River              | Рубі Ред                     |
| 2022      | с  | Річер                               | Reacher                           | Роско Конклін (головна роль) |
| 2021      | ф  |                                     | 18½                               | Конні                        |
| 2020      | с  | Мільярди                            | Billions                          | Джилл (1 епізод)             |
| 2020      | с  | (подкаст)                           | Day by Day                        | оповідачка (1 епізод)        |
| 2020      | с  |                                     | Acting for a Cause                | Гамлет (1 епізод)            |
| 2019—2020 | с  |                                     | Dare Me                           | Колетт Френч (10 епізодів)   |
| 2019      | с  |                                     | Dolly Parton's Heartstrings       | Медді Гокінз (1 епізод)      |
| 2019      | ф  | Щиголь                              | The Goldfinch                     | доросла Кітсі Барбур         |
| 2019      | с  | Юна                                 | Younger                           | Одрі Колберт (2 епізоди)     |
| 2019      | с  | Закон і порядок: Спеціальний корпус | Law & Order: Special Victims Unit | Ейва Парселл (1 епізод)      |
| 2018      | тф |                                     | #Fashionvictim                    | Аня Сент-Клер                |
| 2018      | с  | Картковий будинок                   | House of Cards                    | 20-річна Клер (2 епізоди)    |
| 2018      | ф  |                                     | Beach House                       | Емма                         |
| 2017      | тф |                                     | Behind Enemy Lines                | Роксана Дейлі                |
| 2017      | с  | (мінісеріал)                        | Little Women                      | Меґ Марч (3 епізоди)         |
| 2017      | ф  | Криваві гроші                       | Blood Money                       | Лінн                         |
| 2017      | ф  |                                     | Freak Show                        | Тіффані                      |
| 2017      | с  | Булл                                | Bull                              | Сьюзен Браянт (1 епізод)     |
| 2015—2016 | с  | Крик                                | Scream                            | Емма Дюваль (23 епізоди)     |
| 2016      | с  |                                     | Relationship Status               | Бет (2 епізоди)              |
| 2015      | кф |                                     | Scream: Killer Party              | Емма Дюваль                  |
| 2015      | с  | Ґотем                               | Gotham                            | Ґрейс Фейрчайлд (1 епізод)   |
| 2014      | тф |                                     | The Novice                        | Люсі Ґрієґо                  |
| 2014      | тф |                                     | Wall Street                       | Тара Конклін                 |
| 2013—2014 | с  |                                     | Alpha House                       | Лола Лаффер (12 епізодів)    |
| 2014      | с  | Дорогий доктор                      | Royal Pains                       | Емма Міллер (13 епізодів)    |
| 2014      | с  | Послідовники                        | The Following                     | Дженні (1 епізод)            |
| 2014      | с  | Блакитна кров                       | Blue Bloods                       | Лейсі Сатерленд (1 епізод)   |
| 2013      | кф |                                     | Two Cheeseburgers: Part 3         | Хелен                        |
| 2012      | кф |                                     | Food of Love                      | подружка                     |
| 2008      | ф  |                                     | For the Love of a Dog             | Вівіан                       |